# Маково (Астраханска област)
Маково (на руски: Маково) е село във Володарски район на Астраханска област, Русия. Населението му през 2017 година е 1102 души.

## География

### Разположение
Маково е разположено в югоизточната част на Астраханска област, на брега на река Бушма. Намира се на 33 километра от Володарски.

### Климат
Климатът в Маково е континентален. Средна температура през януари − 10 °C, през юли – 25 °C. Валежи – 230 мм на година.